# Klaus Hornig
Nikolaus Ernst Hornig (genannt Klaus Hornig; * 11. Dezember 1907 in Schweidnitz; † 12. Dezember 1997 in München) war ein deutscher Polizeioffizier und Jurist, der als Angehöriger des Polizei-Bataillons 306 die Erschießung sowjetischer Kriegsgefangener in Zamość 1941 verweigerte. Wegen angeblicher Wehrkraftzersetzung verbüßte er verschiedene Haftstrafen und war zum Kriegsende im Konzentrationslager Buchenwald inhaftiert. Hornig stellte sich während der 1960er und 1970er Jahre als sachverständiger Zeuge bei Ermittlungs- und Gerichtsverfahren gegen ehemalige Angehörige der Ordnungspolizei zur Verfügung und sagte insbesondere zur Problematik des Befehlsnotstandes aus.

## Leben
Hornig stammte aus einer katholisch geprägten Familie. Sein Vater war Zahnarzt und politisch an der Zentrumspartei orientiert. Der Sohn schloss sich der katholischen Jugendbewegung an und studierte von 1928 bis 1930 Rechts- und Staatswissenschaften an den Universitäten Breslau und Königsberg. Hier trat er den Studentenverbindungen KDStV Winfridia (Breslau) Münster und AV Tuisconia Königsberg (heute Landshut) im Cartellverband der katholischen deutschen Studentenverbindungen bei. Später wurde er noch Mitglied der KDStV Aenania München, der KDStV Greiffenstein (Breslau) Frankfurt und der AV Vindelicia Innsbruck. 1930 musste er jedoch das Studium abbrechen, da seiner Familie durch die Auswirkungen der Weltwirtschaftskrise die finanzielle Grundlage entzogen worden war. So trat er 1930 als Offiziersanwärter in die Schutzpolizeischule Brandenburg-Havel der preußischen Schutzpolizei ein.

### Zeit des Nationalsozialismus
Im Oktober 1934 wurde Hornig zum Polizeileutnant ernannt und im Herbst 1935 in die neu aufgebaute Wehrmacht überführt. Er kam als Oberzahlmeister, das heißt als Militärbeamter in Offiziersrang, erst zum Infanterie-Regiment 87 nach Mainz, dann zum Infanterie-Regiment 118 nach Kaiserslautern. Am 18. November 1937 beantragte er die Aufnahme in die NSDAP und wurde rückwirkend zum 1. Mai desselben Jahres aufgenommen (Mitgliedsnummer 5.417.343). Als er 1938 zur 2. Gebirgs-Division nach München und 1939 nach Innsbruck versetzt wurde, konnte er nebenher an den Universitäten beider Städte sein Jurastudium fortsetzen und an der Universität Innsbruck mit dem ersten juristischen Staatsexamen abschließen.
Mit der 2. Gebirgs-Division nahm Hornig ab dem 1. September 1939 am Überfall auf Polen teil. Er betrieb im Frühjahr 1940 erfolgreich seine Rückversetzung zur Polizei und wurde im Mai 1940 zum Polizeioberleutnant der Schutzpolizei ernannt. Nun konnte er neben seiner Diensttätigkeit beim Polizei-Bataillon 93 in Kassel seine juristische Laufbahn mit der Promotion zum Dr. jur. an der Universität Marburg abschließen. Dem Historiker Stefan Klemp zufolge war er im Herbst 1940 als Kommandeur des Polizei-Bataillons 124 an der Besetzung Luxemburgs beteiligt.

#### Verweigerung der Teilnahme an Erschießungsaktionen
Im Juni 1941 wurde Hornig für den ersten Fortbildungslehrgang für Oberleutnante der Schutzpolizei zum Polizeiausbildungs-Bataillon 1 nach Fürstenfeldbruck kommandiert, lehnte aber den ihm nahegelegten Beitritt zur SS, der er auch zu keinem späteren Zeitpunkt beitrat, ab, da dies seinem katholischen Bekenntnis widerspreche. Hornig fiel damals mit kritischen Äußerungen über den Lebensborn und das nahegelegene Konzentrationslager Dachau auf, die denunziert wurden und ihm nach seinen Befehlsverweigerungen als Rufschädigung der SS vorgehalten wurden.
Mitte Oktober 1941 erhielt Hornig den Marschbefehl nach Lublin im Generalgouvernement Polen zum Einsatz beim Polizei-Bataillon 306, das Teil der Verbände der Ordnungspolizei war, die im „‚Vernichtungskrieg‘ gegen Juden, polnische Partisanen und Zivilisten im vom Deutschen Reich besetzten Generalgouvernement“ mitwirkten. Im Rahmen dieser „Sonderaufgaben“ unterstand das Bataillon dem SS- und Polizeiführer Odilo Globocnik im Distrikt Lublin sowie dem Höheren SS- und Polizeiführer Friedrich-Wilhelm Krüger in Krakau. Im September 1941 ordnete SS-Obergruppenführer Kurt Daluege, Chef der Ordnungspolizei, ausdrücklich die Einbeziehung seiner Ordnungspolizei zur Ermordung sowjetischer Kriegsgefangener im Generalgouvernement an. Als Hornig beim Bataillon eintraf, hatte dieses Ende September 1941 eine „Aktion Hühnerfarm“ durchgeführt, bei der zwischen fünf- und sechstausend aus dem Stammlager (Stalag) 307 bei Kalilow ausgesonderte sowjetische Kriegsgefangene in einem Wald bei Biała Podlaska erschossen worden waren.
Hornig selbst erhielt Ende Oktober 1941 den Auftrag, als Zugführer der 2. Kompanie des Bataillons in einem Waldstück bei Zamość 780 kriegsgefangene Soldaten der Roten Armee zu erschießen, die als Politoffiziere oder Juden angesehen wurden und vorher durch die Sicherheitspolizei und den SD von dem Stalag 325 „zur Erschießung“ bestimmt worden waren. Hornig meldete seinem Bataillons-Kommandeur Ernst Dreier, dass er diesen Auftrag ablehnen müsse, da er internationalem Recht widerspreche und auch in § 47 des geltenden Militärstrafgesetzbuches die Ausführung eines verbrecherischen Befehls ausdrücklich untersagt sei. Zudem beantragte er eine Disziplinaruntersuchung gegen sich selbst, um von derartigen Liquidierungsaktionen Abstand nehmen zu können. Hornig bezog sich dabei auf diese Bestimmung des Militärstrafgesetzbuches:

„Wird durch die Ausführung eines Befehls in Dienstsachen ein Strafgesetz verletzt, so ist dafür der befehlende Vorgesetzte alleine verantwortlich. Es trifft jedoch den gehorchenden Untergebenen die Strafe des Teilnehmers, […] wenn ihm bekannt gewesen ist, daß der Befehl des Vorgesetzten eine Handlung betraf, welche ein allgemeines oder ein militärisches Verbrechen oder Vergehen bezweckte.“

Die Reaktion seines Vorgesetzten auf die Befehlsverweigerung bestand zunächst darin, abzuwiegeln. Hornig werde sich gewiss noch die nötige Härte für den Einsatz im Osten aneignen und in nächster Zeit lernen, solche Befehle auszuführen. Was die konkret bevorstehende Aktion betreffe, könne er die Modalitäten der Ausführung des Erschießungsbefehls mit dem SS-Untersturmführer Meiert, dem Führer eines Polizei-Reiterzuges des Bataillons, vor Ort besprechen. In Zamość unterrichtete Hornig Meiert entsprechend, der daraufhin bereit war, die Exekutionen mit seinem Zug alleine durchzuführen. Zudem versammelte Hornig seinen eigenen Zug, erläuterte den ihm untergebenen Polizisten, warum er selbst sich weigere, an solchen Erschießungen teilzunehmen, und wies sie unter Nennung des § 47 des Militärstrafgesetzbuches darauf hin, dass jeder Untergebene das Recht habe, einen als verbrecherisch erkannten Befehl zu verweigern.
Während der Exekutionen ließ Hornig die ihm untergebenen Polizisten Absperrmaßnahmen durchführen. Er selbst als Augenzeuge der Erschießungen beschwerte sich lautstark über „GPU-Methoden“, die Kriegsgefangenen mit Bajonettstichen zur Grube zu drängen und sie aus nächster Nähe zu erschießen. Der zur Verstärkung hinzugezogene SS-Obersturmführer Schubert von der SD-Außenstelle Zamość wies Hornig zurecht, er habe solche Äußerungen zu unterlassen. Doch auch in den folgenden Wochen wies Hornig immer wieder darauf hin, dass es nicht die Aufgabe von SS- und SD-Führern sein könne, Teile der polnischen Bevölkerung brutal aus ihren Häusern und Wohnungen zu vertreiben. „SS-Lümmel“ würden sich solcher Mittel bedienen, man dürfe, wie er sich mehrfach ausdrückte, bei der Behandlung der Bevölkerung „keine GPU-Methoden“ anwenden. Da Hornig zudem die Funktion eines Gerichtsoffiziers des Polizeibataillons innehatte und sich als solcher bemühte, Plünderungen und Bereicherungen durch Bataillonsangehörige aufzuklären, wurde er im Januar 1942 „wegen SS- und polizeifeindlicher Einstellung“ nach Frankfurt am Main versetzt.

#### Haft wegen „Wehrkraftzersetzung“
Hornig wurde vom Dienst suspendiert und nach drei Monaten, als der Bericht seiner Vorgesetzten aus Lublin eintraf, beschuldigt, er habe zum einen die Wehrkraft zersetzt, indem er die ihm unterstellten Polizisten über seine Verweigerung, sowjetische Kriegsgefangene zu erschießen, unterrichtet und dabei ausdrücklich darauf hingewiesen habe, dass ihnen nach § 47 des Militärstrafgesetzbuches ebenfalls die Verweigerungsmöglichkeit zustehe, womit er seine Untergebenen aufgewiegelt habe. Zum anderen habe er SS-feindliche Äußerungen getätigt, indem er Polizeimethoden mit sowjetischen GPU-Methoden gleichgesetzt habe. Aufgrund dieser Vorwürfe wurde er ab Mai 1942 zunächst im Frankfurter Polizeigefängnis, dann im Düsseldorfer Polizeigefängnis inhaftiert. Die offizielle Anklageschrift wurde ihm erst im Herbst 1942 ausgehändigt. In ihr wurde ihm nach § 5 Absatz 1 Ziffer 2 der Kriegssonderstrafrechtsverordnung (KSSVO) in Verbindung mit § 102 des Militärstrafgesetzbuches zur Last gelegt,

„im November 1941 es unternommen zu haben, die Manneszucht in der deutschen Wehrmacht zu untergraben und Missvergnügen in Beziehung auf den Dienst unter seinen Kameraden erregt sowie durch seine sonstige – durch Reden und Verhalten zum Ausdruck gebrachte – Einstellung eine SS- und polizeifeindliche Haltung an den Tag gelegt zu haben.“

Hornig wurde im September 1942 in das Polizeigefängnis Kassel verlegt. Die Verhandlung fand im Mai 1943 vor dem Kasseler SS- und Polizeigericht statt. Die Anklage forderte fünf Jahre Haft, der Schuldspruch lautete auf zweieinhalb Jahre Gefängnis. Da das Urteil jedoch der Bestätigung durch den Reichsführer SS Heinrich Himmler bedurfte, wurde Hornig unter Polizeiaufsicht zum Standort Frankfurt zurückversetzt. Nach Vorsprache beim Chef des Hauptamtes SS-Gericht in München, SS-Gruppenführer Franz Breithaupt, erreichte Hornig die Zusage für ein Wiederaufnahmeverfahren, zu dem es jedoch nicht mehr kam, nachdem er aufgrund einer Denunziation „wegen Abhörens ausländischer Rundfunksender“ (vgl. Verordnung über außerordentliche Rundfunkmaßnahmen) zunächst im Polizeigefängnis Mainz, dann ab Juli 1944 im Konzentrationslager Buchenwald inhaftiert wurde. In einer Gerichtsverhandlung vor dem SS-Gericht im KZ Buchenwald, bei dem der SS-Obersturmbannführer Werner Paulmann als Ankläger auftrat, wurde er wegen Wehrkraftzersetzung und militärischen Ungehorsams zu fünf Jahren und sieben Monaten Gefängnis verurteilt sowie sein Verbleib im Konzentrationslager verfügt. US-Truppen befreiten ihn am 11. April 1945 aus dem KZ.

### Nachkriegszeit
Nach der Befreiung aus Buchenwald wurde Hornig in verschiedenen amerikanischen Internierungslagern festgehalten, um als Zeuge für Massenerschießungen und andere Kriegsverbrechen im Osten befragt zu werden. Schließlich erfolgte im September 1947 seine Entlassung aus dem Internierungslager Dachau. Erst 1953 wurde ihm für die unter der NS-Herrschaft verhinderte weitere Beförderung als Oberstleutnant der Schutzpolizei eine Entschädigung zuerkannt, zu seiner Enttäuschung wurde er jedoch auch umgehend in den vorläufigen Ruhestand versetzt und später in diesem Rang pensioniert. Nach seinen gescheiterten Bemühungen um eine Wiedereinstellung in den aktiven Polizeidienst nahm Hornig an der Universität Innsbruck ein wirtschaftswissenschaftliches Studium auf und promovierte 1957 als Nationalökonom.
In den 1960er und 1970er Jahren stellte Hornig sich als Zeuge in verschiedenen Prozessen gegen ehemalige Angehörige der Ordnungspolizei und SS, denen Kriegsverbrechen im besetzten Osten zur Last gelegt wurden, zur Verfügung. Nach Gerd R. Ueberschär ist es Hornig dabei gelungen, mit seinen Aussagen zum „Befehlsnotstand“ deutlich zu machen,

„dass es nicht zutraf, dass ein Polizei-Angehöriger im Rahmen der besonderen SS- und Polizeigerichtsbarkeit wegen Verweigerung eines verbrecherischen Befehls Gefahr lief, zum Tode verurteilt und auch hingerichtet zu werden, wie wiederholt in den Prozessen von Tätern behauptet wurde[.]“

Bei der medialen Begleitung von Geschworenenprozessen in Österreich wegen NS-Verbrechen im besetzten Osten wurde, wie die österreichische Historikerin Sabine Loitfellner recherchiert hat, in der Presseberichterstattung mitunter der Eindruck erweckt, Hornig sei wegen der Verweigerung des Erschießungsbefehls in ein KZ eingeliefert worden, und nicht wegen des Vorwurfs der „Wehrkraftzersetzung“. Loitfellner nennt hier unter anderem den Prozess gegen Egon Schönpflug von 1961, der als Angehöriger und Teilkommandoführer des Einsatzkommandos 8 der Einsatzgruppe B wegen seiner Beteiligung an der Erschießung von Juden bei Minsk und Mogilew zunächst vom Kreisgericht Wels zu neun Jahren, dann, nachdem die Staatsanwaltschaft in Berufung gegangen war, vom Oberlandesgericht Linz zu zwölf Jahren Haft verurteilt wurde, wobei ein „Befehlsnotstand“ verneint wurde. Zudem sei Hornigs irrige Aussage in anderen Prozessen, Adolf Eichmann habe die Idee zur Vergasung von Juden gehabt, von verschiedenen Medien kolportiert worden. Nach Erkenntnissen der Staatsanwaltschaft Dortmund und der Zentralen Stelle der Landesjustizverwaltungen zur Aufklärung nationalsozialistischer Verbrechen in Ludwigsburg bekamen wegen Kriegsverbrechen angeklagte ehemalige Polizeioffiziere durch die sogenannte Kameradenhilfe des selbst an der Ermordung von Juden in Weißrussland beteiligten Polizeioffiziers Willy Papenkort unter anderen die Ratschläge und Hinweise, sich auf „Befehlsnotstand“ zu berufen und den Zeugen Hornig „als unglaubwürdig erscheinen [zu] lassen“.
Klaus Hornig, so resümiert der Historiker Gerd R. Ueberschär, war einer der wenigen Offiziere der Ordnungspolizei, der sich nicht nur weigerte, verbrecherische Befehle durchzuführen, sondern der auch seine Vorgesetzten und Untergebenen auf deren rechtswidrigen Charakter aufmerksam machte, seine Verweigerungshaltung konsequent bis zum Kriegsende durchhielt und zuletzt in einem KZ inhaftiert war. Er verstarb am 12. Dezember 1997 in München.